# Esse
För andra betydelser, se Esse (olika betydelser).
Esse (finska Ähtävä) är en kommundel i Pedersöre kommun i Österbotten, Finland. Esse var en självständig kommun fram till slutet av 1976. Vid kommunsammanslagningen 1 januari 1977 bildade Esse tillsammans med Purmo och Pedersöre den nuvarande kommunen Pedersöre. Ofta används också namnet Esse när man enbart syftar på kyrkbyn Överesse.

## Geografi
Esse ligger i nordöstra delen av Pedersöre kommun. Esse består av byarna Bäckby, Lappfors, Ytteresse och Överesse.
I Esse bor 3 223 personer (1 januari 2014), varav 159 i Bäckby, 331 i Lappfors, 1 782 i Ytteresse och 951 i Överesse. Trenden de senaste decennierna har varit att Bäckby och Lappfors som ligger längre från kusten sakta har tappat invånare, medan Ytteresse som ligger närmast de centrala delarna av Pedersöre och Jakobstad har haft en positiv invånarutveckling.

### Esse å

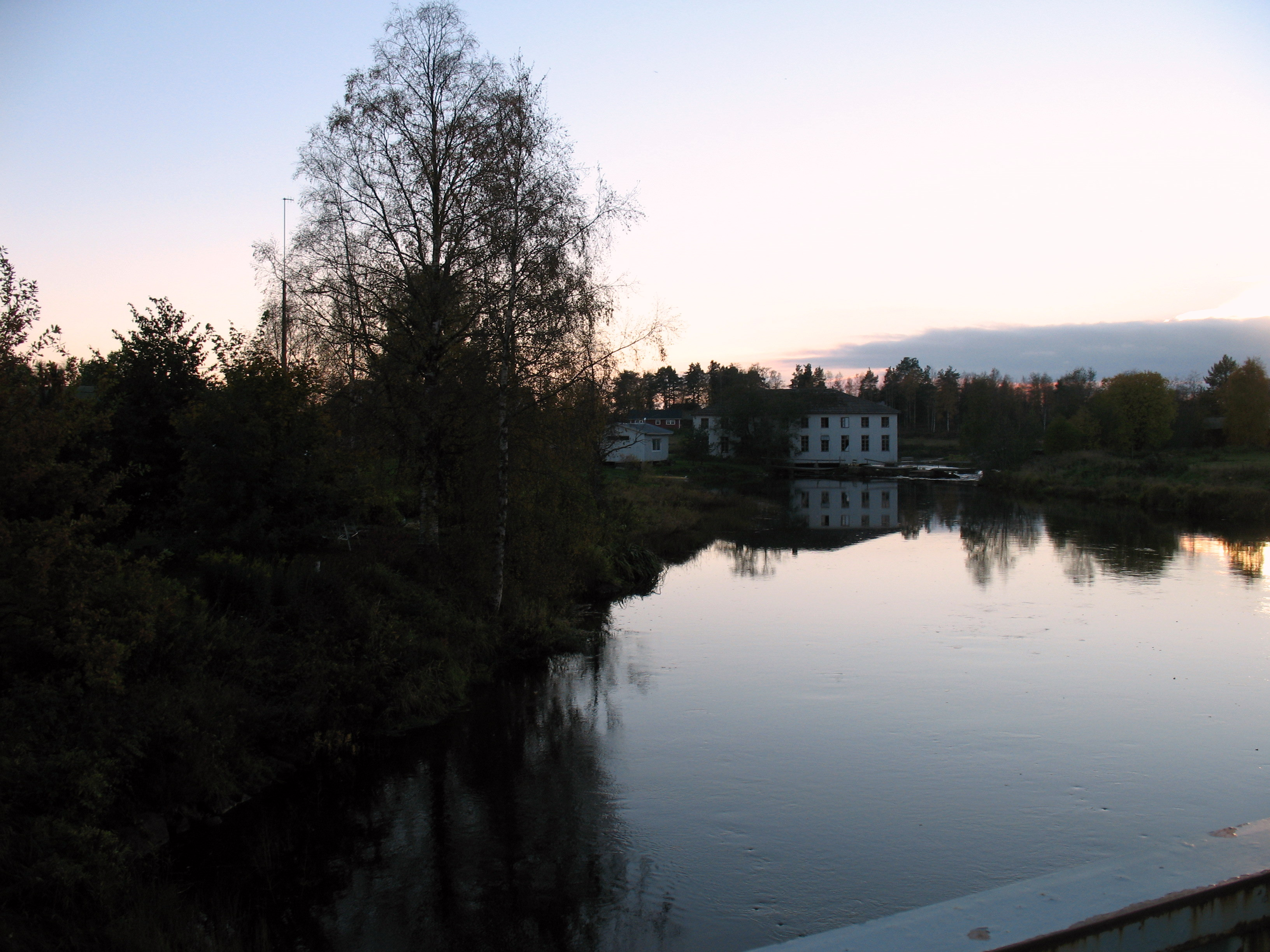
Esse å från bron i Överesse.

Esse å börjar i Evijärvi sjö i Evijärvi och rinner mot nordost till Lappfors. Den ringlar sig genom centrum av Esse och Kållby innan den rinner ut i Larsmosjön. 
I ån förekommer flodpärlmussla, utter, flygekorre, dvärgnäckros och brakved.

## Service
I Esse finns tre lågstadieskolor i byarna Bäckby, Ytteresse och Överesse. Något högstadium finns inte i Esse, utan hela kommunens högstadieelever går i Sursik skola i Bennäs. I Överesse finns apotek,butik, bibliotek, brandstation och läkarmottagning, medan Esse tandklinik förut fanns i Ytteresse där det också finns ett bibliotek och en pizzeria.

## Ortnamnet
De tidigaste skriftliga beläggen på ortnamnet är från 1400-talet och betecknade då såväl ån som den plats där ån utmynnade i havet.

## Kultur

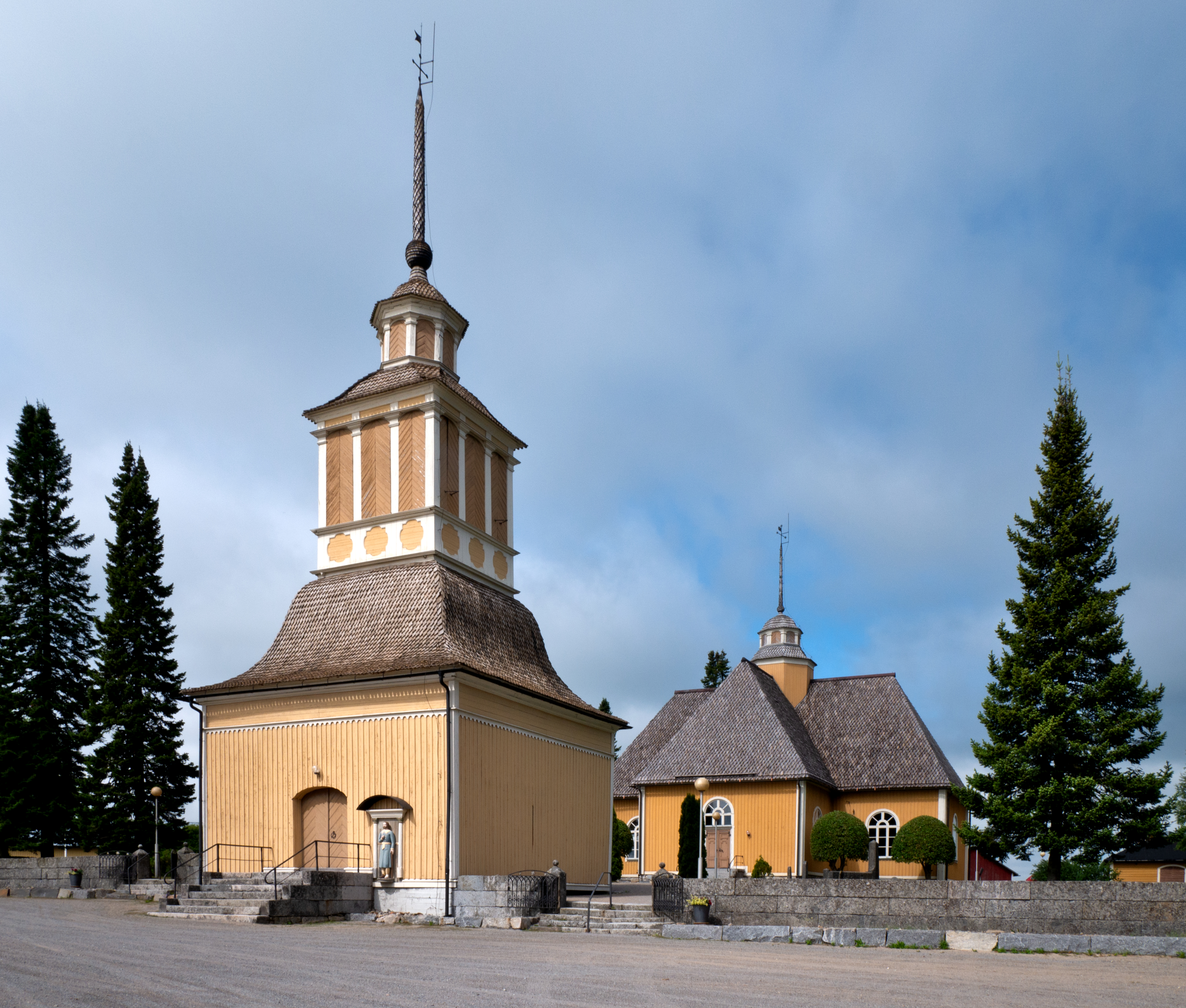
Kyrkan i Esse.

Museiverket har klassat Esse kyrka och de två prästgårdarna på Henriksborg som kulturhistoriska områden av riksintresse, liksom Lappfors by och Heidegård.
Esse Hembygdssällskap driver museet Fornstugan med byggnader från av 1850-talet, och har restaurerat en vargfångstgrop från 1600- eller 1700-talet.

## Kända personer
- Abraham Achrenius var präst i Esse församling.
- Poeten Hjalmar Krokfors och hans fru Viola Renvall var lärare vid Kiisk skola i Lappfors.
- Krigsveteranen och författaren Kurt West.
- Nina Holmén som tog guld vid EM i friidrott 1974.
- Författaren och radiomakaren Kaj Korkea-aho som tillsammans med Ted Forsström gjorde Radio Pleppo.
- Finlands President Alexander Stubb vars släkt härstammar från Esse.